# Cracosna gracilis
Cracosna gracilis är en gentianaväxtart som först beskrevs av Paul Louis Amans Dop, och fick sitt nu gällande namn av Thiv. Cracosna gracilis ingår i släktet Cracosna och familjen gentianaväxter. Inga underarter finns listade i Catalogue of Life.